# Гуньки (Кременчугский район)
Гуньки (укр. Гуньки) — село,
Демидовский сельский совет,
Кременчугский район,
Полтавская область,
Украина.
Код КОАТУУ — 5322481002. Население по переписи 2001 года составляло 85 человек.

## Географическое положение
Село Гуньки находится на правом берегу реки Псёл,
выше по течению на расстоянии в 3 км расположено село Ламаное (Глобинский район),
ниже по течению на расстоянии в 2 км расположено село Омельник.
На расстоянии в 1,5 км — село Демидовка.

## История
- Есть на карте 1826-1840 года.[2]

- В 1962 году на хуторе владельческом Гуньки было 15 дворов где жило 259 человек.[3]

- В 1911 году на хуторах Гуньки правобережных жило 409 человек, а левобережных 130 человек.[4]
- Гуньки (левобережные)[5][6] изчезли после Войны